# Матвеев, Олег Илларионович
Оле́г Илларио́нович Матве́ев (1917, Вышний Волочёк — 14 февраля 1945, Шнайдемюль (ныне город Пила), Польша) — советский лётчик Войска Польского, участник Великой Отечественной войны.
В ходе Висло-Одерской операции при прорыве укреплений системы оборонительных районов «Поморский вал» на восточной границе нацистской Германии повторил подвиг Гастелло, направив свой подбитый самолёт в скопление немецких танков.

## Биография
Олег Матвеев родился в 1917 году в городе Вышний Волочёк Тверской губернии (ныне Тверская область)

### Лётчик в Военно-Воздушных Силах РККА и Войска Польского
В РККА с 1938 года. Выпускник Военно-воздушной инженерной академии имени Н. Е. Жуковского (инженерный факультет). В 1941 году окончил курс пилотажа в аэроклубе. Член ВЛКСМ.
В начале июня 1943 года командованием 1-й польской пехотной дивизии им. Т. Костюшко был объявлен приказ по дивизии, в соответствии с которым военнослужащим, ранее проходившим службу в польских ВВС, а также имеющим авиационные специальности и добровольцам, желающим служить в польской авиации, предлагалось записаться в создаваемую польскую авиачасть. Необходимое количество добровольцев собрали быстро, но только несколько человек из них уже имели опыт и квалификацию.
В 1943 году О. И. Матвеев был назначен инструктором по стрелковому делу учебно-тренировочного отряда, готовившего польских лётчиков. 1-й польский учебно-тренировочный авиаотряд начали создавать на полевом аэродроме в Рязанской области. Обучением польского личного состава занималась группа офицеров-инструкторов Главного управления военно-учебных заведений РККА (помимо Матвеева в неё входили лётчики Аникин, Антонов, Боев, Гаврилов, Гашин, Герман, Куценко, Никонов и Шапков — в основном выпускники Краснознамённой Качинской авиашколы); вопросами снабжения и обеспечением деятельности польского подразделения занимался размещённый на аэродроме советский батальон аэродромного обслуживания (командиром которого являлся майор Караганов), материально-техническое обеспечение обеспечивала службы тыла ВВС Московского военного округа, общее руководство подготовкой польского личного состава осуществлял сначала лейтенант Ясинский, затем капитан Пашин.
Подготовка польских курсантов проходила на истребителях Як-1 и двухместных вариантах Як-7, но учебный процесс осложнялся в связи с тем, что большинство курсантов недостаточно знали русский язык, а советские офицеры-инструкторы в недостаточной степени знали польский.
19 августа 1943 года было принято решение включить создаваемый на базе эскадрильи истребительный авиаполк в состав 1-го польского пехотного корпуса. В соответствии с директивой Генерального штаба РККА от 25 мая 1943 года, в начале июня 1943 года 1-я польская истребительная авиаэскадрилья выполнила перебазирование на аэродром Гостомель под Киевом (при этом польские лётчики совершили перелёт на своих истребителях — с двумя промежуточными посадками в Орле и Прилуках), на оставленном аэродроме 1 апреля 1944 года началось формирование польской ночной бомбардировочной авиаэскадрильи «Краков», получившей самолёты По-2. В августе 1944 года личный состав завершил подготовку, после чего в состав польского полка был передан 611-й штурмовой авиаполк ВВС РККА и на базе авиаполка была создана смешанная авиадивизия. Матвеев назначен помощником командира по воздушно-стрелковой службе в полк «Варшава» 4-й польской смешанной авиадивизии 1-го Белорусского фронта и воевал в его составе. 23 августа 1944 года польские лётчики впервые вступили в бой на Варшавском направлении.
Матвеев летал на самолётах УТ-2, Як-9 и Як-1. По некоторым сведениям, мог летать на именном самолёте, подаренном польским лётчикам советским артистом В. Г. Мессингом.
Командованием характеризовался как лучший разведчик полка, обладатель отличной техники пилотирования, а также как лучший преподаватель и методист полка. Например, в сентябре 1944 года звену О. И. Матвеева было поручено ответственное задание, от результатов выполнения которого мог зависеть успех подготовленного наступления, — фотографирование укреплений противника за рекой Висла. Несмотря на сильную противовоздушную оборону, в особенности у Пясечно, Варшавы и Модлина, двумя парами (командир звена Матвеев с капитаном Хромы и поручник Калиновский с хорунжим Козаком) экипажи успешно выполнили серию вылетов, каждый по полтора часа: Матвеев и Калиновский произвели непосредственно фотосъёмку, а Хромы и Козак их прикрывали.
По воспоминаниям его однополчанина капитана Э. Хромы:

Матвеев летел по прямой, которую намечал себе по нескольким ориентирам на местности. Я же, следуя за ним немного выше, высматривал, откуда бьют зенитки. Обычно они били отовсюду. Мне нельзя было его отвлекать, но, стиснув зубы, я всё же почти поминутно бросал ему: «Вперёд, прямо», хотя сам все время маневрировал, уклоняясь от обстрела… Только когда опасность быть сбитым становилась для Матвеева угрожающей, я кричал ему по радио: «Отойди вправо!». Он тут же разворотом ускользал от обстрела, теряя или набирая высоту. Развернувшись, снова возвращался на прежнее место и продолжал фотографировать. И опять немецкие зенитки открывали по нему бешеный огонь

Мастерство и везение Олега Матвеева, по мнению лётчика Эдуарда Хромы, подчёркивает также эпизод с 9 атаками Матвеева на немецкие паровозы, стоявших на запасных путях на станции Радом: в течение 15 минут все зенитные орудия обрушили свой огонь на штурмовики, но «Матвеев не замечал этого до тех пор, пока не изрешетил паровозы». Последние свои снаряды он выпустил уже по вокзалу, в котором укрывалась немецкая пехота. При этом его самолёт не получил ни одной пробоины.
По состоянию на январь 1945 года, О. И. Матвеев совершил 40 боевых и 30 разведывательных вылетов, общий налёт — 522 часа, посадок — 1060. Из 40 боевых вылетов 21 сопровождался штурмовкой войск и техники противника, в результате чего Матвеевым было уничтожено два паровоза, 11 автомашин, один автобус, один тягач, а также подавлено 6 огневых точек противника. Среди прочего, в январе 1945 года он произвёл 6 штурмовок немецкой группировки, окружённой под городом Сохачев, рассеяв до роты пехоты противника.
За высокие результаты был награждён орденом Красного Знамени (7 апреля 1945), а за участие во взятии Варшавы получил благодарность Верховного Главнокомандующего И. В. Сталина.

### Огненный таран
В ходе Висло-Одерской операции польским частям был доверен прорыв укреплений системы оборонительных районов «Поморский вал» (Померанский укреплённый район) на восточной границе нацистской Германии. 14 февраля 1945 года помощник командира 1-го польского истребительного авиационного полка по воздушно-стрелковой службе капитан О. И. Матвеев вылетел на самолёте Як-9 № 3215686 б/н «86» с аэродрома в Быдгощи на боевое задание. По воспоминаниям однополчанина капитана Э. Хромы, это был холодный, пасмурный и ветреный день. Под прикрытием низких облаков пара «яков» (напарник — поручник Витольд Габис на Як-9 № 68) направилась сначала на разведку в район Дебжно, где сосредоточивались войска противника. Затем Матвеев свернул на север, в сторону Ястрове, затем развернулся и, сделав круг над станцией Валч, пошёл назад, на юго-восток, прямо на город Шнайдемюль (ныне город Пила, Польша).
В районе Шнайдемюль держали оборону немецкие части, окружённые советскими войсками. Матвеев принял решение обстрелять позиции батарей противника на окраине города и близлежащий аэродром, на котором ещё находилось несколько самолётов. Миновав железную дорогу в сторону Щецинка, он перешёл на бреющий полёт и снизился почти к самым крышам домов для атаки. Когда его ведомый уже вышел из пикирования из-за сильного зенитного огня, Матвеев всё ещё продолжал атаковать. Несколько раз они в паре разворачивались, атакуя поочерёдно зенитки на окраине города и аэродром. При этом капитан Олег Матвеев и поручник Витольд Габис записали на свой боевой счёт один уничтоженный на земле Ju 52. Во время одного из заходов на цель в левое крыло самолёта Матвеева попал зенитный снаряд, который взорвался у самой кабины. Машина перевернулась на спину, и несмотря на все попытки Матвеева (который, вероятно, сам был тяжело ранен) выправить самолёт, тот вошёл в штопор и упал между зданиями. По другим сведениям, Матвеев сам направил свой самолёт в скопление немецких танков.
Вскоре советские войска предприняли последний штурм и через полчаса взяли Шнайдемюль. Тело капитана Матвеева было обнаружено на том же месте, где он упал, сбитый зенитками.
По воспоминаниям его однополчанина капитана Э. Хромы:

Некоторые из нас давно предвидели неминуемую гибель капитана Матвеева. Кто хоть раз вылетел с ним на задание, ожидал этого несчастья с минуты на минуту. Дело в том, что Олег Матвеев становился просто неистовым, как только ему выпадала возможность атаковать эшелон, колонну автомашин, танков или обстрелять позиции противника. И если такой случай не представлялся, он искал его до тех пор, пока не находил. А найдя — беспощадно поливал врага свинцовым дождём из пушек и пулемётов с предельно близкого расстояния.
…
Такой выдающийся ас! Но задание было самым обыкновенным, поэтому гибель Матвеева поразила нас всех своей нелепой случайностью. Такая смерть могла, знаете ли, встретить любого лётчика.

Олег Матвеев похоронен на кладбище в городе Быдгощ.

## Награды
Советские награды:
- Орден Красного Знамени (7 апреля 1945)
- Благодарность Верховного Главнокомандующего.

## Семья
Жена — Ольга Демидовна Сушко, во время войны проживала в городе Вышний Волочёк. Оставил дочь Таню.

## Память
В городе Вышний Волочёк именем О. И. Матвеева названа набережная. На доме в Вышнем Волочке, где он жил (на Цнинской набережной, дом Водного транспорта), установлена мемориальная доска. В городе Пила Матвееву был установлен памятник, в 1991 году разобранный по решению властей.
Памяти лётчика посвящено стихотворение «Подвиг» А. Т. Суслова, поэта из Вышнего Волочка.
До 2017 года в Пиле (Оседле-Гурне) его имя носила одна из улиц.